# Sciences de l'information et des bibliothèques
Les sciences de l'information et des bibliothèques (SIB) sont la convergence des deux champs disciplinaires que sont la bibliothéconomie et la science de l'information. Elles regroupent l'ensemble des savoirs et savoir-faire utiles à la gestion de l'information consignée.
La notion de sciences de l'information se retrouve de plus en plus, depuis la fin du XXe siècle, dans les intitulés d'écoles ou de formations pour les professionnels de l'information consignée (personnes chargées de gérer une bibliothèque, un centre d'archives ou un service de documentation par exemple).

## But
Les sciences de l'information ont pour but de retrouver l'information pertinente et éviter le chaos documentaire.
Son credo informel : Retrouver la bonne information au bon moment pour la bonne personne.
Elles favorisent le partage des connaissances et la préservation de la mémoire (et son corollaire : le droit à l'oubli).

## Histoire
Le nom Sciences de l'information et des bibliothèques englobe deux domaines du savoir, celui de la bibliothéconomie et celui de la science de l’information. Divers genres de relations existent entre ces deux domaines du savoir qu’historiquement soulignent des aspects spécifiques de leur développement, cependant la relation entre ces deux spécialités est un événement récent basé sur l'application de l'informatique à la bibliothéconomie et au traitement de l'information.
La bibliothéconomie est un domaine du savoir autonome depuis 1808, à la suite de la publication de l’étude Science de la bibliothèque par Martin Schrettinger qui avait pour but de décrire les fondements du nouveau champ.
La bibliothéconomie a continué son évolution jusqu'à l'année 1931, où le terme « science des bibliothèques » est apparu dans le titre d'une publication de S. R. Ranganathan (qui est considéré en Inde comme le parent de la science des bibliothèques et mondialement reconnu pour sa pensée fondamentale dans le domaine) en définissant la base de cette discipline. Il conçoit les cinq lois de la science de la bibliothèque et élabore le premier grand système de classification analytique synthétique, celui de la classification à colon. Deux ans plus tard Lee Pierce Butler a publié « Une introduction à la science de la bibliothèque », livre qui a ouvert la possibilité de visualiser une recherche à l'aide de méthodes quantitatives et des idées des sciences sociales dans le but d'utiliser la bibliothéconomie pour aborder les besoins de la société de l'information. Par ailleurs, vers la fin du siècle XIX, Paul Otlet et Henry La Fontaine commencent à créer les bases pour une future science « la documentation ». Ce qui a été la façon qu'ils ont trouvée pour faire face à l’augmentation d´information à cette époque-là. En plus, en 1934, Paul Otlet publie le « Traité de documentation » afin d’intégrer la science, la technologie et la société, obtenant ensuite l'origine d'une science d’attributs plus étendue.
Pour sa part, l'origine de la science de l'information a été liée aux grandes découvertes scientifiques et à plusieurs changements technologiques après la Seconde Guerre mondiale. Ces mouvements très liés au développement des technologies ont provoqué une forte production documentaire. À ce moment-là, plusieurs auteurs font des recherches et écrivent des articles pour faire face à l'augmentation exponentielle de l´information. C´est le cas de Vannevar Bush avec son article « As we may think »; de Norbert Wiener avec son livre « Cybernetics, or Control and Communication in the animal and the machine »; de Claude Shannon et Warren Weaver avec leur énoncé « A Mathematical Theory of Communication » et de Calvin Mooers qui a proposé un espace pour la récupération de l’information « Information retrieval ».
Tout ce développement de nouvelles connaissances a donné comme résultat la naissance d'une nouvelle discipline, la Science de l'information. Certains érudits du sujet encadrent sa naissance dans les conférences tenues au Georgia Institute of Technology, aux États-Unis dans les années 1961 et 1962 où le terme science de l’information a été défini.
C’est en 1968, aux États-Unis, que l’expression « sciences de l’information » est développée, lorsque l’American Documentation Institute devient l’American Society for Information Science (en), renommée en 1973 American Society for Information Science & Technology (ASIST). L'expression apparaît en France dans les années 1970.
En France, l'appellation académique est plutôt « sciences de l'information et de la communication » (SIC), correspondant à celle de la 71e section du Conseil national des universités (CNU).
L'un des premiers signes du rapprochement de l'information et de la communication est apparu en 1975 en France, exprimé dans la création d'un seul domaine de connaissance qui unifie l’étude des deux phénomènes: « Sciences de l'information et de la communication ». Effectivement, ses parents Robert Escarpit  et Jean Meyriat  révèlent la relation de ces deux domaines avec les caractéristiques fondamentales identifiant cette nouvelle discipline qui englobe des compétences dans les mondes de l'information et de la communication. En 1993 la 71e section du Conseil national des universités a élaboré un document définissant les domaines de compétence des sciences de l'information et de la communication.

## Définition
L'expression française « sciences de l'information et des bibliothèques » vient de l'expression anglaise library and information science (LIS).
Il s'agit d'un champ de recherche et d'étude plutôt caractérisé par son objet (l'information, sa nature, ses propriétés, son transfert) que par ses méthodes, comme le sont par exemple le droit ou la philosophie. Des approches très différentes de cet objet sont en effet possibles et pratiquées. À côté de préoccupations théoriques, les sciences de l'information et des bibliothèques s'intéressent aussi aux institutions et aux pratiques de transmission de l'information. Les « sciences de l'information » se saisissent de cette problématique : les bibliothèques, et en particulier celles qui accompagnent les activités d'étude et de recherche, sont l'une des institutions associées à ce transfert.
Dans un sens très général, on peut donc considérer que les sciences de l'information englobent des disciplines telles que :
- la bibliothéconomie (gestion des bibliothèques) ;
- la bibliographie (recherche documentaire) ;
- la bibliologie (connaissance du livre, de l'édition et des différents types de documents) ;
- l'archivistique (gestion des archives).

Cependant, il existe des divergences sur la nature et sur les limites de ce champ scientifique. Par exemple, le Centre national de la recherche scientifique (CNRS) et le Conservatoire national des arts et métiers (CNAM) incluent l'informatique dans les sciences de l'information. On peut aussi se demander si l'ingénierie linguistique (traduction assistée par ordinateur, « voyellisation » de l'arabe...) a sa place dans les sciences de l'information. Ces difficultés de définition et de délimitation sont caractéristiques d'un domaine du savoir en cours de constitution. De ce fait, une part importante de la production scientifique est centrée sur ces questions. Il semble au moins exister une forte distinction entre les spécialistes de l'information et ceux de la communication. Peut-être ce champ scientifique est-il appelé à se scinder en différents domaines.
Comment définir les sciences de l’information ? Elles ont pour objet l’étude des propriétés générales de l’information (nature, genèse, effets) ; elles se rangent dans le secteur des sciences sociales, principal moyen d’accès à une compréhension du social et du culturel et qui voient collaborer entre elles des disciplines telles que la psychologie, la linguistique, la sociologie, l’informatique, les mathématiques, le droit, l’économie, la philosophie, la politique... Les sciences de l’information répondent à une exigence de savoir et de communication née de la vie sociale.
Une information peut revêtir différentes formes (texte, image, son), sur des médias variés (imprimés, films, disques, cédéroms, fichiers électroniques, etc.). Elle intègre à la fois des processus écrits, des processus oraux et visuels. L’information se transmet entre individus, au sein des sociétés ou des entreprises. Les sciences de l’information recouvrent tous ces cas de figures. Sciences sociales interdisciplinaires désormais, les sciences de l’information ont trouvé leurs lettres de noblesse : formations et diplômes universitaires incluent cette notion dans leurs intitulés.

## Enseignement
Les principes et techniques en sciences de l'information s'acquièrent dans des écoles professionnelles, parfois rattachées à des universités (avec obtention de master/maîtrises professionnels).
Issu souvent des « Écoles de bibliothécaires », l'enseignement a peu à peu intégré les méthodes des sciences de l'information et d'autres disciplines comme l'archivistique ou l'informatique. Depuis les années 1970, de plus en plus d'écoles ou de formations ont adjoint la notion de « sciences de l'information  à leur nom» ; par exemple, l'École de bibliothéconomie et des sciences de l'information de l'Université de Montréal prend ce nom en 1984.

## Sciences de l'information et traitement des masses
De plus en plus, à l'heure de la société de l'information, les professionnels de l'information sont amenés à gérer une masse de données. Ils deviennent des concepteurs et des gestionnaires de systèmes d'information.
L'information devient une ressource à valeur économique pour les organisations. Sa gestion est prise en compte dans une gestion des risques.
Les outils et principes des sciences de l'information sont utilisés pour la gestion stratégique de l'information.

## Spécificité française: les sciences de l’information et de la communication (SIC)
En France, les sciences de l’information ont une dénomination officielle, les « sciences de l’information et de la communication » (SIC). À l’étranger, l’information et la communication sont généralement séparées. À l’origine des SIC, on peut rappeler le rôle joué par Robert Escarpit et Jean Meyriat, puis d’autres penseurs tels Roland Barthes ou Greimas qui, peu à peu s’en démarquèrent. Elles se concrétisent par la mise en place de filières et de diplômes spécifiques à la documentation à partir des années 1960-1970 : les diplômes des instituts universitaires de technologie (DUT), la maîtrise des sciences et techniques (MST), puis, plus tard, des diplômes de plus en plus diversifiés. Vient ensuite la création de la Société française des sciences de l’information et de la communication (SFSIC), organe de réflexion sur les fondements théoriques et scientifiques de ces sciences, société aujourd’hui dynamique qui a sa propre revue (La lettre de l’Inforcom), tient des congrès annuels et collabore avec des sociétés européennes équivalentes. De nombreuses thèses en sciences de l’information sont soutenues chaque année dans les universités.
Cependant, la SFSIC n’est pas la seule instance représentative. Il est bon de signaler les nombreux enseignants-chercheurs qui contribuent au développement de ce champ de recherche.